# 吉川由華
吉川 由華（よしかわ ゆか、1983年10月24日 - ）は、日本の女子フィールドホッケー選手。ポジションはGK。富山県小矢部市出身。北京オリンピックホッケー女子日本代表。

## 来歴
小矢部市立大谷小学校、小矢部市立大谷中学校、富山県立石動高等学校、山梨学院大学出身。小学校から高校および社会人の1年後輩に小野真由美、大学の3年先輩に千葉香織 がいる。
小学4年時からホッケーを始める。高校時代は試合に出られず辞めようと思ったことすらあったが諦めずプレーを続けた。大学時代は、常勝・山梨学院OCTOBER EAGLESのGKとして活躍した。
大学を卒業後、コカ・コーラウエストに入社。コカ・コーラウエストレッドスパークス（現・コカ・コーラレッドスパークス）に所属。さくらジャパンでは、2ndGKとして2008年の北京五輪代表に選ばれている。